# NECネットワーク・センサ
NECネットワーク・センサ株式会社（NEC Network and Sensor Systems, Ltd.）は、日本の防衛・航空・通信機器メーカーであり、NECグループの中核子会社の一つ。防衛省、航空管制、衛星通信などにおける高度なセンサ技術・通信装置の開発・製造・保守を専門とする。

## 沿革
- 1999年6月 - NECネットワーク・センサ株式会社設立、初代社長に五十嵐公一が就任
- 2000年〜2004年 - 段階的統合を実施。NECREL、防衛系事業を吸収合併し現体制へ
- 2015年4月 - ネットコムセック株式会社を統合し、事業体制を強化

## 歴代社長
| 代          | 氏名       | 就任期間              |
| ----------- | ---------- | --------------------- |
| 初代        | 五十嵐公一 | 1999年6月 - 2004年6月 |
| 2代         | 石井眞     | 2004年6月 - 2012年6月 |
| 3代         | 中島裕二   | 2012年7月 - 2022年5月 |
| 4代（現職） | 竹井学     | 2022年6月 -           |

## 事業内容

### 防衛関連事業
- レーダー装置・情報処理システム（3次元固定レーダー、移動式警戒管制レーダー、飛行試験用管制システムなど）
- ソーナー装置・音響センサ
- 無線・衛星通信装置（航空機搭載用、陸上・海上向け、多重通信機）
- 誘導装置・電子管（ミサイル誘導制御装置、進行波管など）

### 航空関連事業
- 空港・航空路監視レーダー
- ILS（計器着陸装置）
- 超短波識別装置
- 航空管制システム

### マイクロ波・電子管技術
- 進行波管・マイクロ波パワーモジュール（MPM）の開発・製造・保守

### 官公庁向け応用
- 電波・音波センサを活用した電子機器の提供

## 主要取引先
- 防衛省（航空自衛隊・陸上自衛隊・海上自衛隊）
- 防衛大学校
- 海上保安庁
- その他官公庁・研究機関